# Dinko Dermendzhiev
Dinko Dermendzhíev (en búlgaro: Динко Дерменджиев, Plovdiv, 2 de junio de 1941-Ibidem, 1 de mayo de 2019) fue un futbolista y entrenador búlgaro. Es recordado como uno de los mejores futbolistas búlgaros y, con sus diecinueve goles, como uno de los máximos goleadores de la selección búlgara.

## Carrera en club
Dermendzhiev empezó su carrera en FC Maritsa Plovdiv. Curiosamente en la etapa inicial de su carrera, jugó como portero, siendo más tarde famoso mediacampista.
En 1959 fue transferido al PFC Botev Plovdiv. Jugó para el club diecinueve años durante los años 1960 y 1970. Participó en 447 partidos en Primera División y anotó 194 goles para PFC Botev Plovdiv.Ocupa el tercer lugar en todos los tiempos en la lista de goleadores de la Liga Búlgara. A través de su larga carrera 7 hat-tricks (3 goles en un juego).

## Carrera internacional
Tuvo 58 apariciones para la Selección Nacional de Futbol de Bulgaria anotando 19 goles de 1966 hasta 1977. Participó en tres ediciones de la Copa del Mundo: 1962, donde jugó 2 juegos, 1966 donde jugó 2 juegos y 1970 en que jugó dos juegos y anotó un gol, contra la Selección Nacional de Perú.

## Carrera como entrenador
Después de finalizar su carrera como jugador Dinko Dermendzhiev comenzó como entrenador. Su primer equipo fue Chepinets Velingrad en la temporada 1978. 
Su período exitoso como entrenador del Botev Plovdiv fue de 1979 a 1984. El 30 de septiembre bajo su guía Botev Plovdiv obtuvo una gloriasa victoria de 1-0 contra el equipo español Barcelona FC. Después fue entrenador del equipo por períodos cortos en varias ocasiones. entre 1989-1991, 1992-1993, 1995-1996 1997-1998. 1999-2001.
En 1984-1985 fue entrenador del PFC Shumen. Fue también entrenador del Lokomotiv Plovdiv, Lokomotiv Sofia, Spartak Pleven, FC Maritsa Plovdiv, Omonia Aradippou, Hebar Pazardzhik, Chernomorets Burgas, Bulgaria U21, y un corto período con el Lebvski Sifia donde tuvo récord de 8 victorias y 2 derrotas en 1991.